# Elmer Ernest Southard

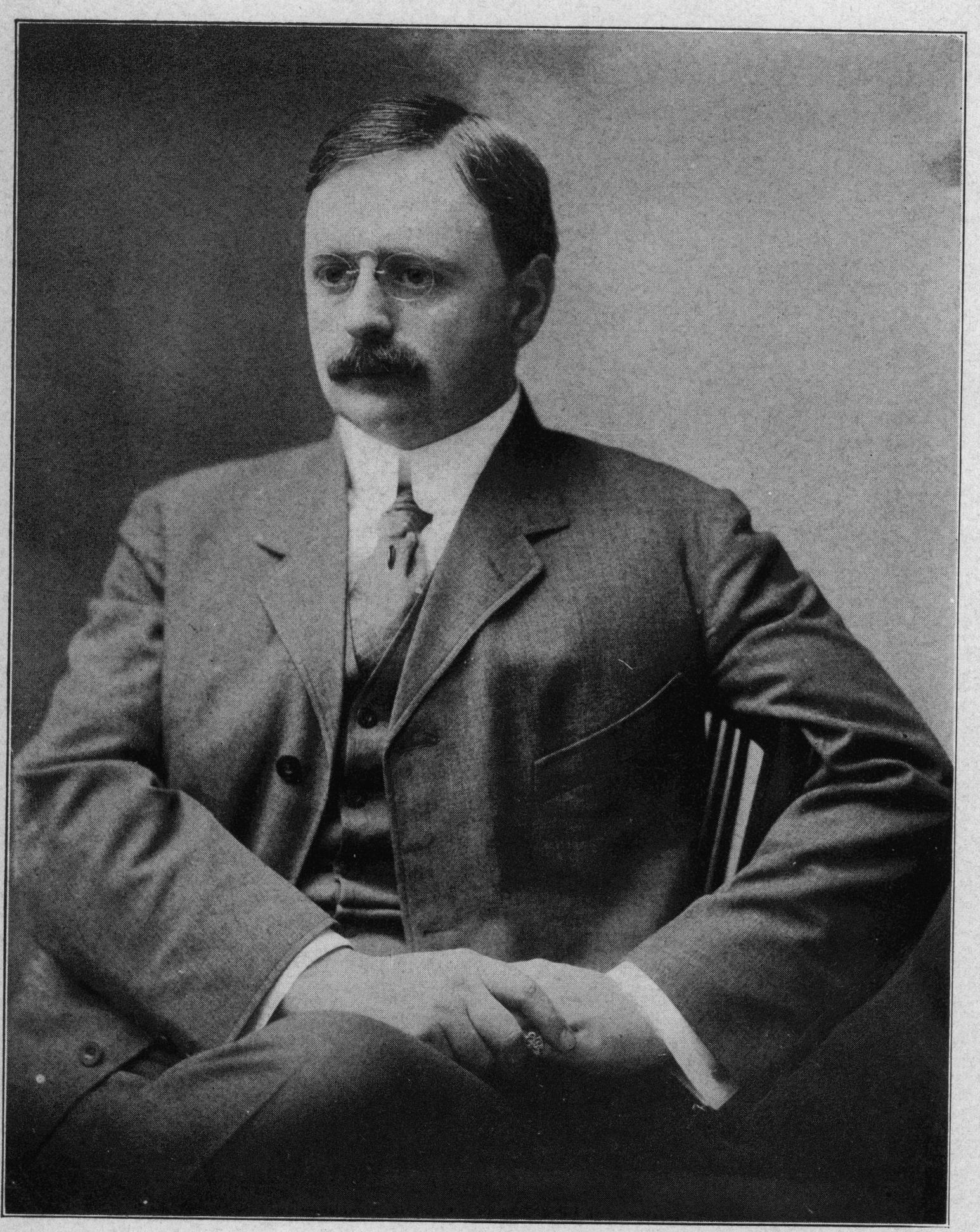
Elmer Ernest Southard

Elmer Ernest Southard (ur. 28 lipca 1876 w Bostonie, zm. 8 lutego 1920 w Nowym Jorku) – amerykański lekarz neuropatolog i psychiatra.

## Życiorys
Syn Martina Southarda i Olive Wentworth Knowles. Uczęszczał do Boston Latin School i Harvard College, który ukończył w 1897 z wyróżnieniem. Następnie studiował medycynę na Harvard Medical School, tytuł doktora otrzymał w 1901. Praktykował w Boston City Hospital i zajmował się neuropatologią, pod kierunkiem Mallory'ego. W 1901 roku na kilka miesięcy wyjechał do Europy, zwiedzając instytut patologiczny Weigerta we Frankfurcie i klinikę Kraepelina w Heidelbergu. W 1904 został instruktorem neuropatologii w Harvard Medical School. Od 1906 patolog i asystent w Danvers State Hospital. Od 1909 związany z Massachusetts State Board of Insanity. Od 1912 dyrektor Boston Psychopathic Hospital.
W 1906 ożenił się z Mabel Fletcher Austin, z którą miał dwóch synów i córkę.
Członek American Academy of Arts and Sciences, Association of American Physicians; American Medico-Psychological Association (przewodniczący w 1919), American Medical Association, American Association for the Advancement of Science, American Neurological Association, American Association of Pathologists, Society of Experimental Biology; Boston Society of Neurology and Psychiatry, National Association for the Study of Epilepsy; American Psychopathological Association, American Genetic Association, Massachusetts Medical Society, New England Psychiatric Society.
Zmarł po dwudniowej chorobie, na zapalenie płuc. Był autorem ponad 150 prac naukowych. Biografię Southarda napisał jego przyjaciel, Frederick Parker Gay.

## Wybrane prace
- Neurosyphilis. W.M. Leonard, 1917
- Shell-shock and other neuropsychiatric problems presented in five hundred and eighty-nine case histories from the War literature, 1914-1918. W.M. Leonard, 1919
- Elmer Ernest Southard, Mary Cromwell Jarrett, Roscoe Pound: The kingdom of evils: psychiatric social work presented in one hundred case histories. The Macmillan company, 1922